# ワット・ラーチャブーラナ (アユタヤ)

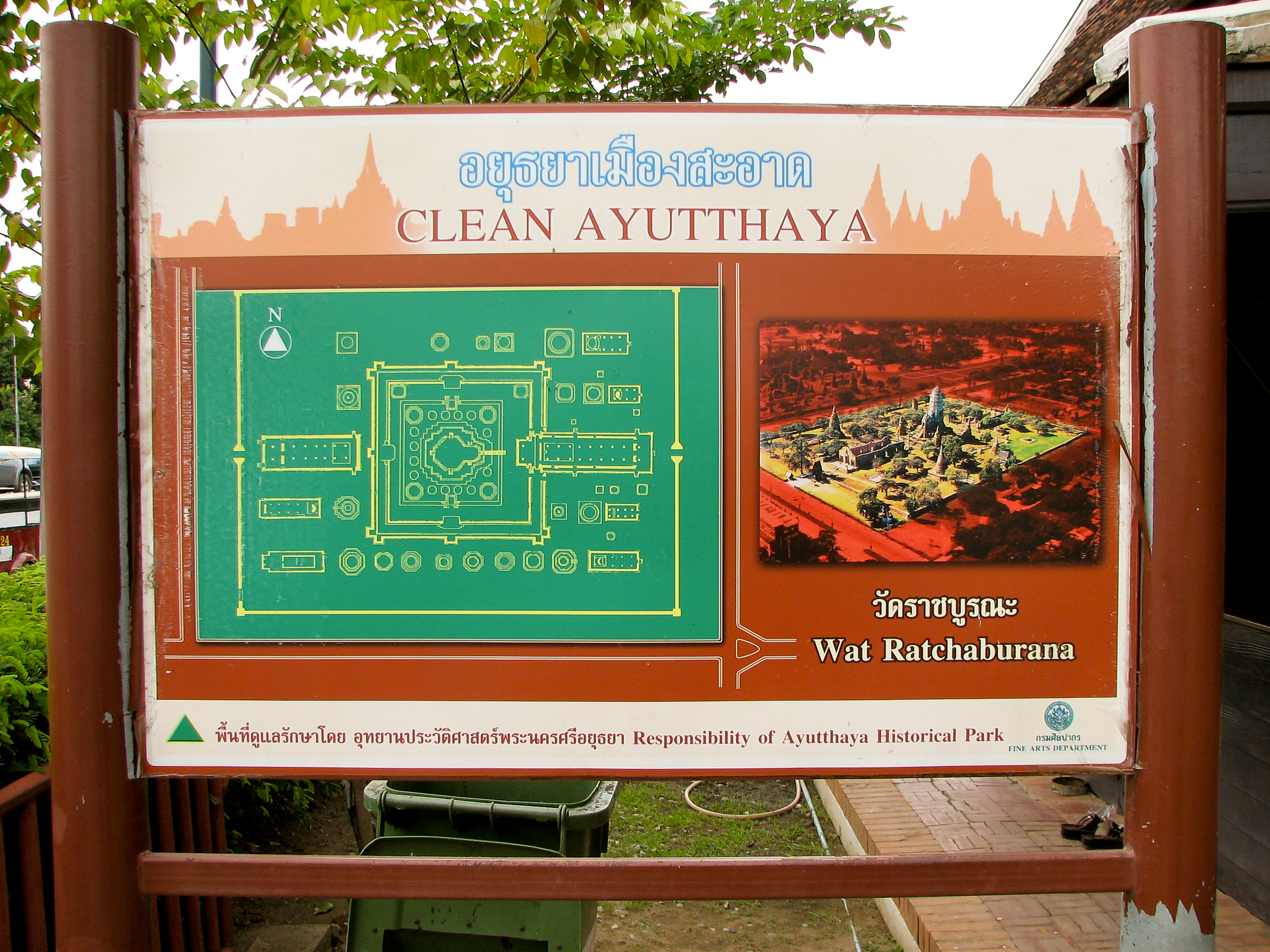
平面・概要図

ワット・ラーチャブーラナ（Wat Ratchaburana、タイ語: วัดราชบูรณะ）は、タイのアユタヤに位置するアユタヤ歴史公園にある仏教寺院（ワット、wat）である。寺院中央の塔堂（プラーン、prang）は市内でも有数なものである。アユタヤの島の区域に位置するワット・ラーチャブーラナは、ワット・マハータートのすぐ北にある。

## 歴史
ワット・ラーチャブーラナは、1424年にアユタヤ王朝の王サームプラヤー（ボーロマラーチャーティラート2世）により創設され、父ナカリンタラーティラート（インタラーチャー1世）の王位継承による決闘で死に至った2人の兄弟の火葬場所に構築された。
1957年、寺院の地下聖堂からは多数の仏像や金工芸品が略奪された。窃盗犯は後に捕えられたが、宝物はわずかしか戻らなかった。回収されたいくつかは、今日、近くのチャオ・サーム・プラヤー国立博物館に収蔵されている。その後の地下聖堂の発掘では、より多くの貴重な仏像が発見された。

## 建築・美術

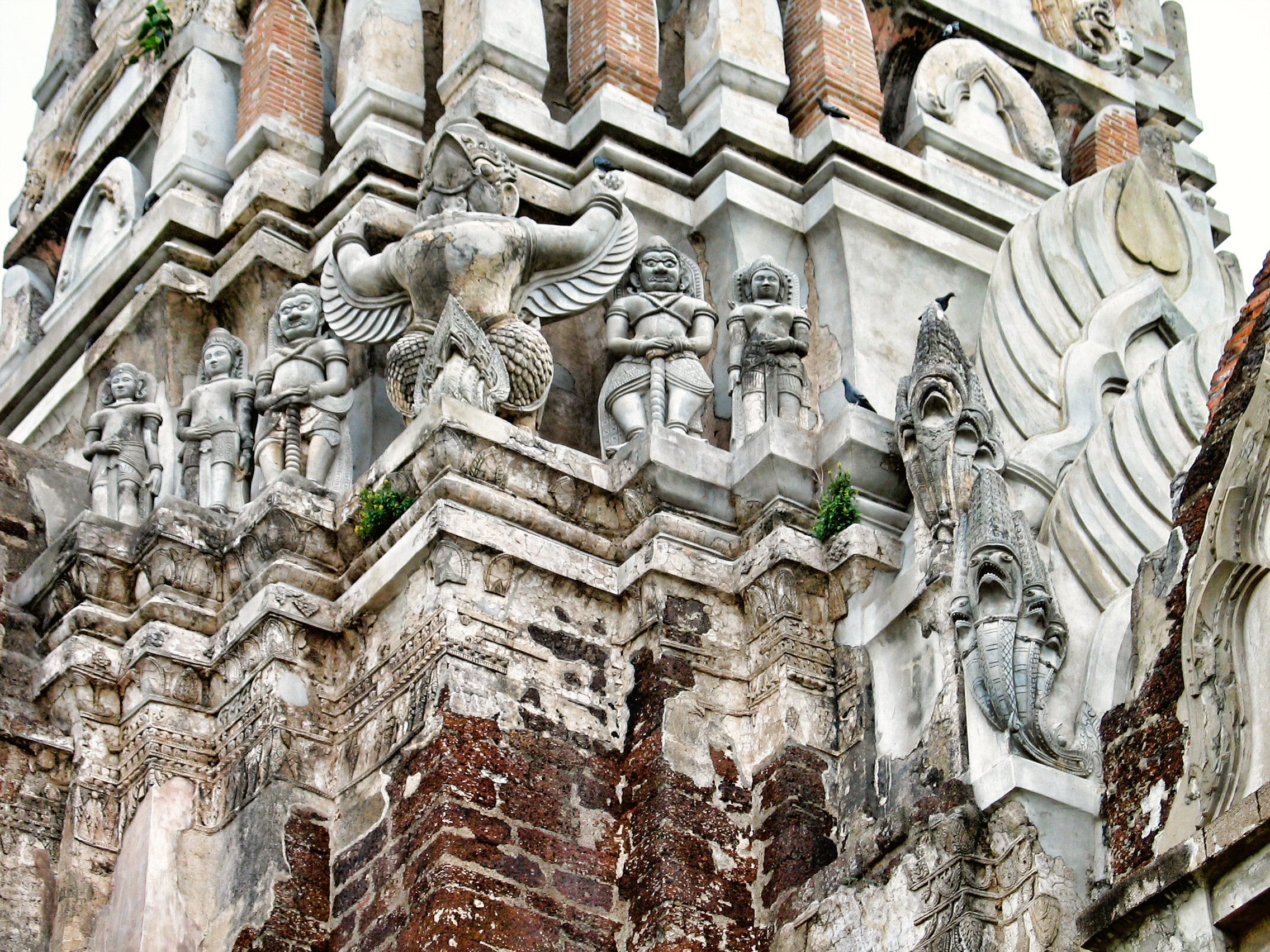
塔堂の装飾

寺院中央の塔堂は修復を経て、例えばナーガの上に降り立つガルーダなど、当初の化粧漆喰（スタッコ）の作品が見られる。そのほか神話上の生物と同じくハスも描写されている。4基のスリランカ式の仏塔（ストゥーパ）がその中央塔堂を囲んでいる。
急勾配の階段で到達可能な塔堂の地下聖堂には、退色したフレスコ画がある。これらは早期アユタヤ時代からのものなど貴重ないくつかがある。現在、チャオ・サーム・プラヤー博物館に収蔵される地下聖堂の仏像は、クメールとスコータイの双方の影響を示している。